# Stuttgart (navire, 1960)
Pour les articles homonymes, voir Stuttgart (homonymie).
Le Stuttgart est un navire de croisière allemand sur le lac de Constance, appartenant au Bodensee-Schiffsbetriebe (de).

## Histoire
En 1940, le port de Friedrichshafen doit recevoir un bateau à moteur de la taille de l’Allgäu, qui doit prendre le nom de Stuttgart.
Vingt ans plus tard, la Deutsche Bundesbahn met en service son premier grand bateau à moteur à trois ponts après la Seconde Guerre mondiale. Il s'appelle Stuttgart et est stationné à Friedrichshafen. Le nouveau navire amiral de la flotte de Friedrichshafen remplace l'ancien bateau à vapeur Lindau, âgé de 55 ans. Le Stuttgart reprend la cloche du navire, coulée en 1878, du bateau à vapeur Christoph, démoli en 1920.
Le Stuttgart est suivi par le sister-ship München en 1962 et le Konstanz en 1964. En 1999, le Stuttgart est transféré à Lindau, où il reprend la place de l’Allgäu désaffecté. Au cours de l'hiver 2001-2002, le navire est entièrement révisé et modernisé dans le chantier naval de BSB à Friedrichshafen. Lors d'une révision à terre au chantier naval de Bodan en 2010, le navire reçoit de nouvelles machines.
Au début de la saison 2006, le Stuttgart change de nouveau de port d'attache et est transféré à Constance pour compléter la flotte après le retrait de l’Überlingen (de). Le remplaçant est le Schwaben, qui est transféré à Lindau. Le Stuttgart est utilisé sur les routes de l'Obersee depuis Constance.
En raison d'une panne de l'électronique de commande, une collision avec le mur du port se produit lors de la manœuvre de largage le 1er juillet 2014. Bien que le Stuttgart n'avançait qu'au pas, il est considérablement endommagé. Il y a également des dégâts à l'arrière d'un montant de 10 000 euros, qui sont réparés au bout de deux jours par le chantier naval BSB. Sur les 140 passagers qui n'ont pu être prévenus, trois sont blessés.